# Deportivo Indiana Espinoza
El Deportivo Indiana Espinoza es un equipo de fútbol aficionado de Costa Rica que juega en la Primera División de LINAFA, tercera división de fútbol en el país.

## Historia
Fue fundado en 2015 en la localidad de Pocora del cantón de Guácimo en la provincia de Limón por empleados de la compañía bananera Indiana Espinoza luego de comprar una franquicia en la Primera División de LINAFA para la temporada 2015/16.
En su primera temporada en la liga quedaron en 6º lugar del grupo de Limón, por lo que no pudieron avanzar a la siguiente ronda.